# Tit Saliè
Tit Saliè (en llatí Titus Salienus) era un militar romà. Va ser centurió a l'exèrcit de Juli Cèsar a Àfrica el 46 aC i va induir als Titii a rendir el seu vaixell a Gai Virgili, el cap pompeià. Per alguna raó desconeguda va ser expulsat de l'exèrcit per Cèsar, amb deshonor.